# Egesina setosa
Egesina setosa är en skalbaggsart som först beskrevs av J. Linsley Gressitt 1937.  Egesina setosa ingår i släktet Egesina och familjen långhorningar. Inga underarter finns listade i Catalogue of Life.